# Cathcart, Washington
Cathcart är en ort i Snohomish County i delstaten Washington, USA.